# Bozóky Mária
Bozóky Mária (Dr. Balogh Lászlóné) (Nagyvárad, 1917. szeptember 9. – Budapest, 1996. december 1.) festőművész, grafikus, író, műkritikus. Lánya, Bozóky Edina (1948–) történész.

## Életpályája
1941-ben német-francia szakos tanári diplomát szerzett, majd bölcsészdoktori vizsgát tett. 1941–1944 között – Szőnyi István növendékeként – elvégezte a Magyar Képzőművészeti Főiskolát is. 1967–1971 között a Daily News műkritikusa volt.

### Munkássága
Táj- és városképeket festett, impresszionista ihletésű alkotásai akvarell és gouche technikával készültek. Lírai alkat volt, festményein a szelíd színek domináltak. Művészeti szakírói tevékenysége is fonots. Lossonczy Tamás festőművészről írt kismonográfiája 1976-ban jelent meg a Képzőművészeti Kiadónál. Illusztrálással is foglalkozott, rajzait rendszeresen közölték a napi- és hetilapok.

## Festményei
- Szentendre (1965)
- Gyárudvar Vác mellett (1966)
- Váci komp (1968)
- Városkép (1970)
- Kilátás a Szentgyörgyhegyről (1972)
- Rajnai táj (1973)
- Pirospaprikás ház (1975)
- Cseh tavacska (1976)
- Falusi utca a város alatt (1979)
- Kopár szőlődombok (1979)
- Piros kastély (1980)
- Napfényes spanyol utca (1980)
- Apály (1980)
- Párás tenger vitorlásokkal (1980)
- Őszi Balaton (1980)
- Fürdőhely télen (1980)
- Sárga ház (1980)
- Présház biciklivel (1981)
- Középkori utca (1981)
- Régi villa Badacsonyban (1981)
- Badacsony felé (1981)
- Parkőr (1982)

## Kiállításai

### Egyéni
- 1966, 1971, 1976, 1984 Budapest
- 1971 Szeged
- 1972 Köln
- 1982 Strasbourg
- 1983 Keszthely
- 1986 Győr, Prága

### Válogatott, csoportos
- 1955, 1957, 1960 Budapest

## Könyvei
- Lossonczy Tamás (Budapest, 1976)
- Würtz Ádám (Budapest, 1980)
- Kunvári Lilla (Budapest, 1983)